# Alan, Haute-Garonne
 Alan, Haute-Garonne  là một xã thuộc tỉnh Haute-Garonne ở tây nam nước Pháp. Xã nằm ở khu vực có độ cao trung bình 378 mét trên mực nước biển. Dân số 304 người (năm 2006).